# M2 Meia-lagarta
M2A1 Half Track é um veículo semi-lagarta, baseado em um caminhão, sendo incorporado à lagartas para permitir melhor locomoção em diversos terrenos.
O M2-A1 foi produzido em grande quantidade entre 1940 e 1944 chegando as 13.000 unidades. Também foram produzidos variantes, como o M5 e o M9. Foi utilizado em larga escala durante a Segunda Guerra Mundial.
A sua versatilidade e utilidade criou uma grande série de modelos mais avançados como os M3 e os M9, sendo incorporados aperfeiçoamentos. Foram utilizados até 2006 pelo exército argentino e sendo doados a Bolívia.

## Operadores
- Argentina
- Bélgica
- Brasil
- Chile
- Camboja
- Estados Unidos
- França
- Grécia
- Israel
- Laos
- Líbano
- México
- Nicarágua
- Países Baixos
- Polónia
- Portugal
- Reino Unido
- Chéquia
- União Soviética
- Vietnã do Sul

## Especificações
- Peso: 8,89 ton.
- Tripulação: 9 (comandante, motorista e 7 soldados)
- Motor: White 160AX, 6 cilindros (147 hp)
- Velocidade max: 40 km/h
- Alcance: 322 km (estrada)
- Comprimento: 5,96 m
- Largura: 2,22 m
- Altura: 2,7 m
- Armamento: Metralhadora M2HB de 12,7 mm (.50)
- Armamento Secundário: Metralhadora Browning M1919A4 de 7,62 mm (.30)
- Blindagem: 12 mm (frontal superior) e 6 mm (frontal inferior, lateral e traseira)

## Imagens

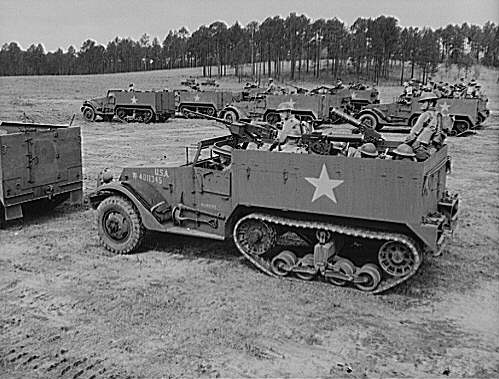
M2 em Fort Benning, Geórgia, 1942. Ao fundo, uma variação do M2, o M3.
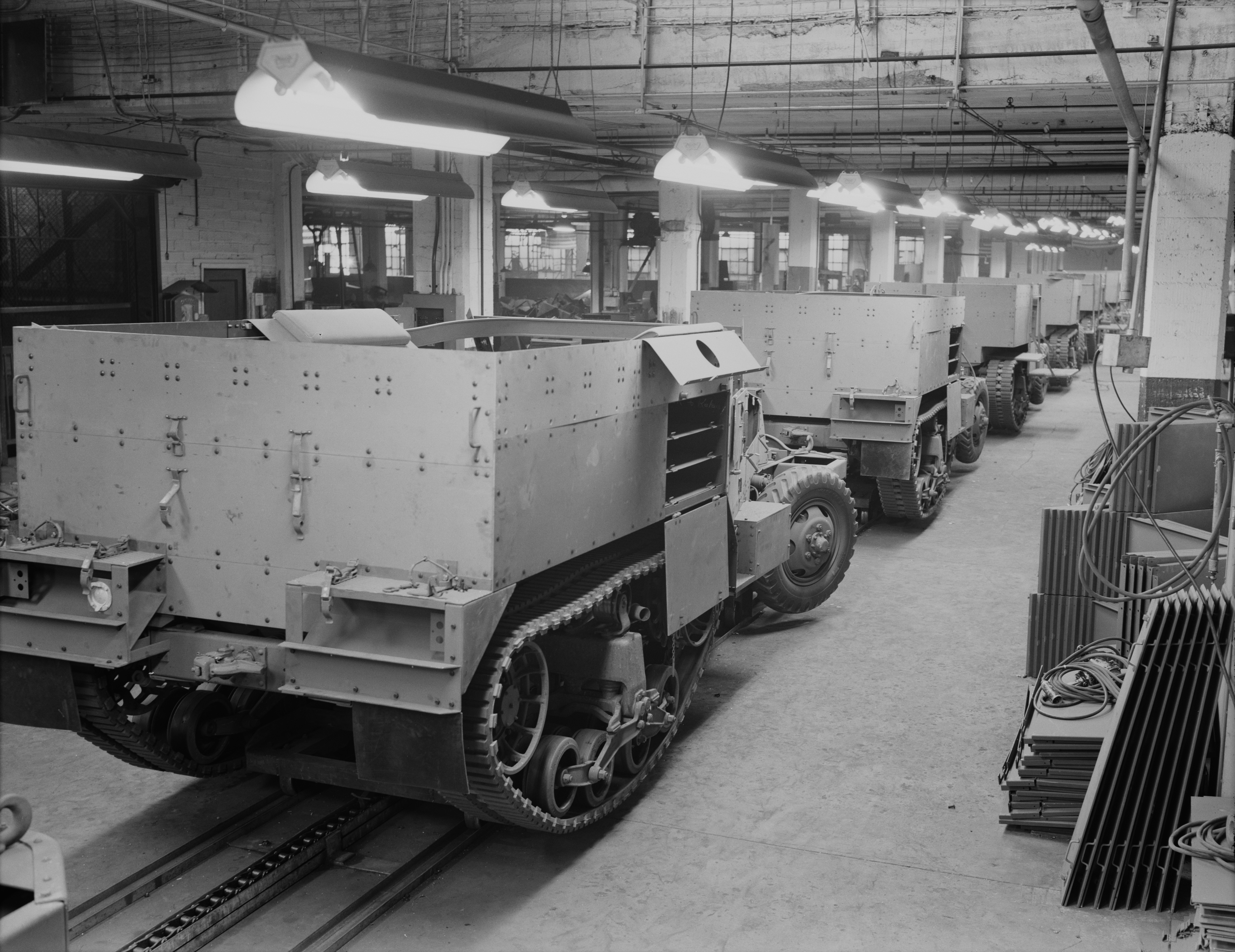
Linha de produção do M2, 1940.